# Louis Christophe Lemoro de Lafaye
Pour les articles homonymes, voir Lafaye.
Louis Christophe Lemoro de Lafaye est un homme politique français né le 14 décembre 1760 à Tence (Haute-Loire) et mort le 9 novembre 1814 à Paris (ancien 4e arrondissement).

## Biographie
Avocat avant la Révolution, il est administrateur du département de la Haute-Loire, puis président du tribunal de district d'Yssingeaux, juge au tribunal civil et président du tribunal criminel de la Haute-Loire. Conseiller général, il est député de la Haute-Loire de 1810 à 1814. Il est chevalier d'Empire.

## Sources
- « Louis Christophe Lemoro de Lafaye », dans Adolphe Robert et Gaston Cougny, Dictionnaire des parlementaires français, Edgar Bourloton, 1889-1891 [détail de l’édition]